# Mordella triloba
Mordella triloba es una especie de coleóptero de la familia Mordellidae.

## Distribución geográfica
Habita en Connecticut y Florida (Estados Unidos).